# Phoneutria fera
Phoneutria fera (conocida como araña bananera debido a que esta se la puede encontrar en las bananeras) es una araña de América del Sur de la familia Ctenidae, considerada la araña más peligrosa del mundo, caracterizada por la alta toxicidad  de su veneno.

## Distribución
Phoneutria fera se ha localizado en Ecuador, Perú, Brasil, Surinam, Guyana y, recientemente, Colombia, Uruguay, y Argentina.

## Características
Se caracteriza por presentar un cuerpo de 3,5 cm a 5 cm con una de separación entre las patas de hasta 17 cm en las hembras. Caminan de un modo característico, como agazapadas. Son muy agresivas y venenosas; el veneno que producen presenta un componente neurotóxico, que es tan potente que 0,006 mg es suficiente para matar un ratón. A menudo, entran en las viviendas humanas en busca de comida, o buscando parejas para apareamiento, ya que suelen habitar escondidas en la ropa y los zapatos. Cuando se les molesta, muerden con furia varias veces, y cientos de accidentes relacionados con esta especie se registran cada año.
Se considera que es la araña más venenosa del mundo, según el Libro Guinness, por la potencia de su veneno neurotóxico. En Brasil, es la segunda araña que provoca más accidentes, sólo superada por la araña violinista. Sin embargo, a diferencia de la loxosceles, es extremadamente agresiva.
Los síntomas que pueden presentar las personas que presentan una mordedura son: dolor local, sudoración en la región mordida, taquicardia, hipertensión arterial, agitación, vómitos, diarrea, edema agudo de pulmón.

### Video
- Youtube: Phoneutria fera (este video no esta actualmente disponible)

- Datos: Q2688862
- Multimedia: Phoneutria fera / Q2688862